# Lending Club
Lending Club est une société américaine de finance participative, basée à San Francisco. Fondée par Renaud Laplanche en 2006, ce fut la première société de prêt entre particuliers à enregistrer son offre auprès de la Securities and Exchange Commission (SEC). Lending Club gère une plateforme de prêt en ligne qui permet à des emprunteurs d'obtenir un prêt et à des investisseurs d'acheter des titres qui sont valorisés par le remboursement des prêts. En mai 2020, la plateforme avait émis plus de $59 milliards de prêts.

## Histoire
Lending Club a commencé sous la forme d'une des premières applications Facebook. Après avoir reçu un peu plus de $10 millions durant leur première levée de fonds en août 2007 de l'investisseur en capital risque Norwest Venture Partners et Canaan Partners, la plateforme de Lending Club fut développée à grande échelle.  
Le 8 avril 2008, la société fut contrainte à suspendre ses opérations, dans l'attente d'une autorisation lui permettant d’émettre des effets de commerce aux prêteurs. Le 14 octobre 2008, Lending Club annonce son enregistrement officiel à la Securities and Exchange Commission (SEC).
En mars 2009, la société effectue sa deuxième levée de fonds et réunit $12 millions, menée par Morgenthaler Ventures. Un an plus tard, en avril 2010, Lending Club lève $24.5 millions avec Foundation Capital qui rejoint les investisseurs déjà en place : Norwest Venture Partners, Canaan Partners and Morgenthaler Ventures. Puis c’est au tour de Union Square Ventures et Thomvest, détenue par la famille Thomson de Thomson-Reuters, d’investir $25 millions en août 2011, ce qui porte la valeur estimée de l’entreprise à $275 millions.     
En novembre 2012, Lending club dépasse le milliard de prêts accordés depuis sa création et affiche pour la première fois des profits. Google rentre dans le capital de la société en mai 2013, à hauteur de $125 millions, valorisant la société à 1,5 milliard de dollars,,.    
En mars 2014, la plateforme avait émis plus de $4 milliards de prêts. Son chiffre d'affaires pour 2016 est de 495,5 millions USD pour 8,665 milliards de prêts émis.